# Kloster San Benedetto (Subiaco)
Das Kloster San Benedetto, auch Sacro Speco (Heilige Felsspalte) genannt, gehört zur Territorialabtei Subiaco (lateinisch Territorialis Abbatia Sublacensis oder Protocoenobium Sublacense) des Benediktinerordens. Das Hauptkloster der Territorialabtei ist das Kloster Santa Scolastica, das etwa 1 km unterhalb von San Benedetto liegt. Es liegt am Monte Talèo oberhalb von Subiaco, 75 km östlich von Rom im Aniene-Tal in den Monti Simbruini.

## Geschichte
In seinem Kern geht es auf den „Sacro Speco“ zurück, die Höhle, in der nach der Überlieferung Benedikt von Nursia um das Jahr 500 drei Jahre als Einsiedler verbracht hat, bevor er im Aniene-Tal 13 Klöster gründete; von diesen ist heute noch die Abtei Santa Scolastica in Subiaco (Lage) erhalten. Das Kloster San Benedetto wird von den Benediktinermönchen der Abtei Santa Scolastica betreut.
Das Klostergebäude von San Benedetto wurde ab dem 12. Jahrhundert errichtet und ist – getragen von neun hohen Bögen – eng an die Felswand gebaut. Kunsthistorisch bemerkenswert sind die reich mit Fresken geschmückte Ober- und  Unterkirche, die Heilige Grotte (Sacro Speco) mit einer Benediktstatue von Antonio Raggi, (Schüler Berninis), sowie ein byzantinisches Freskenfragment aus dem 8. Jahrhundert in der „Grotte der Hirten“.

## Gründungsüberlieferung
Gregor der Große erzählt im zweiten Buch der „Dialoge und Wunder der italischen Väter“ über den Aufenthalt Benedikts in Subiaco: Der jugendliche Benedikt zog sich für drei Jahre als Einsiedler in eine Höhle bei Subiaco zurück, Einsiedlergewand und Nahrung erhielt er durch einen Mönch eines nahen Klosters namens Romanus. Man wurde auf ihn aufmerksam und bat ihn, das Amt eines Abtes in Vicovaro zu übernehmen; dort abgelehnt kehrte er erneut nach Subiaco zurück und gründete dort und im Aniene-Tal in den folgenden ca. 20 Jahren – vor seinem Weggang nach Montecassino 529 – insgesamt 13 Klöster.

## Fresken
Die Fresken in der Oberkirche stammen im hinteren Teil aus der Schule von Siena (14. Jh.) und zeigen Szenen aus dem Leben Jesu vom Einzug in Jerusalem bis zur Erscheinung des Auferstandenen (und Geistsendung). Die Fresken des vorderen, niedrigeren Teils der Oberkirche mit Episoden aus dem Leben des hl. Benedikt werden der umbrisch-markischen Schule des 15. Jh. zugeschrieben. Die Fresken der Unterkirche (wieder Szenen aus dem Leben Benedikts) sind mit „Magister Conxolus“ signiert (römische Schule des 13. Jh.). Bemerkenswert ist das 1228 entstandene Fresko des Franz von Assisi in der Kapelle des hl. Gregor; es gilt als das älteste Bild des Heiligen und stellt ihn noch ohne Wundmale und Heiligenschein dar.

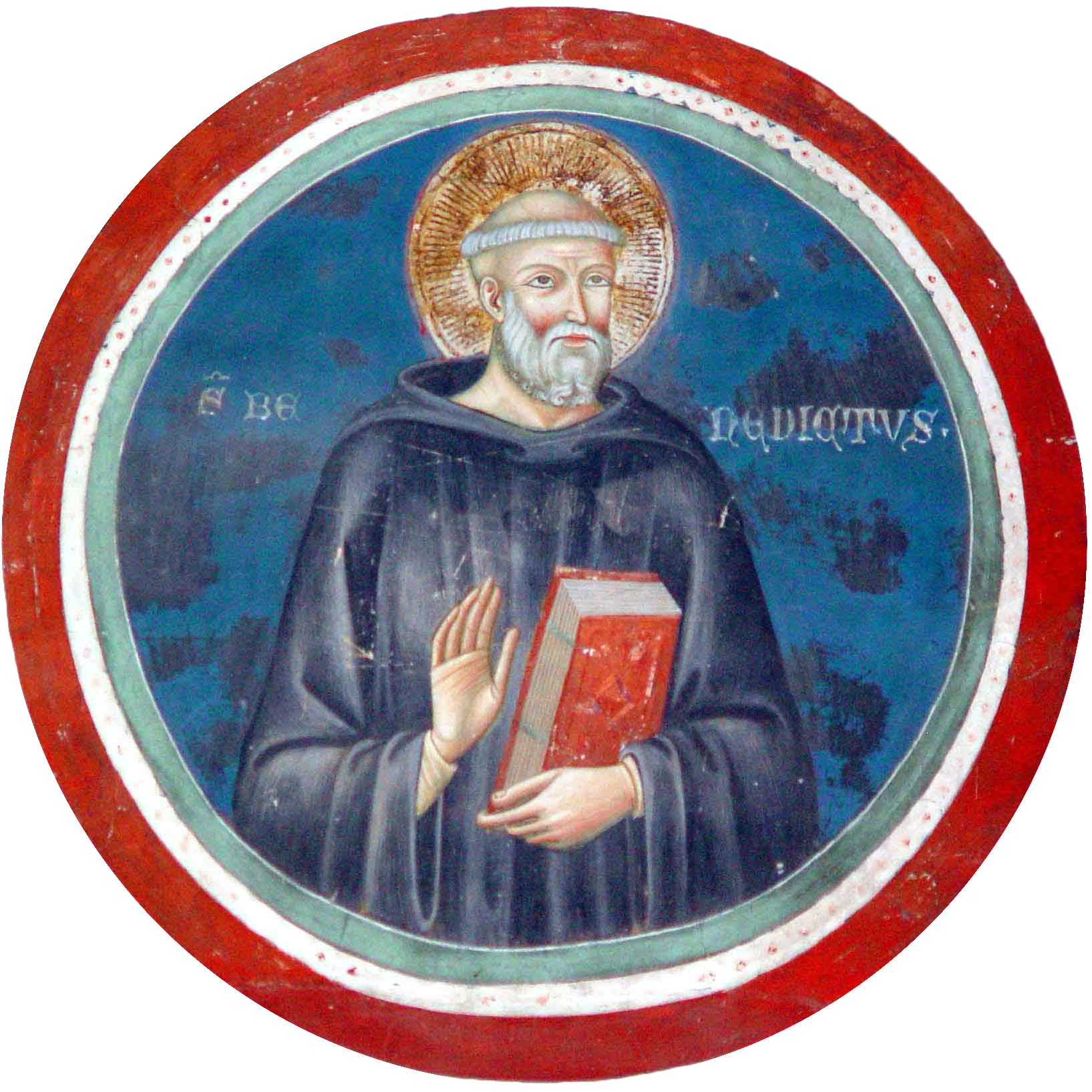
Benedikt von Nursia, Fresko des Magister Conxolus, 13. Jahrhundert
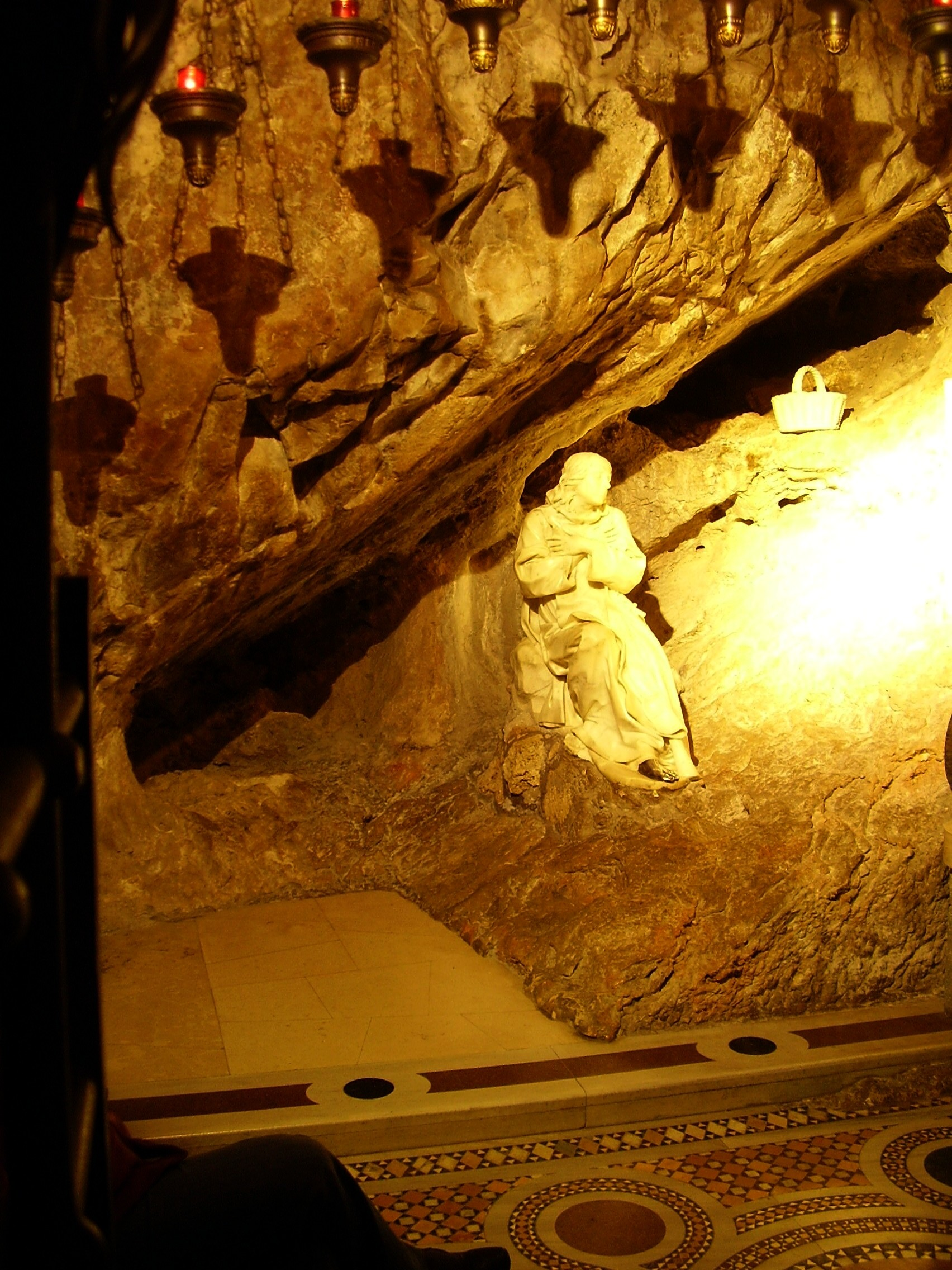
Die Benediktgrotte im Kloster
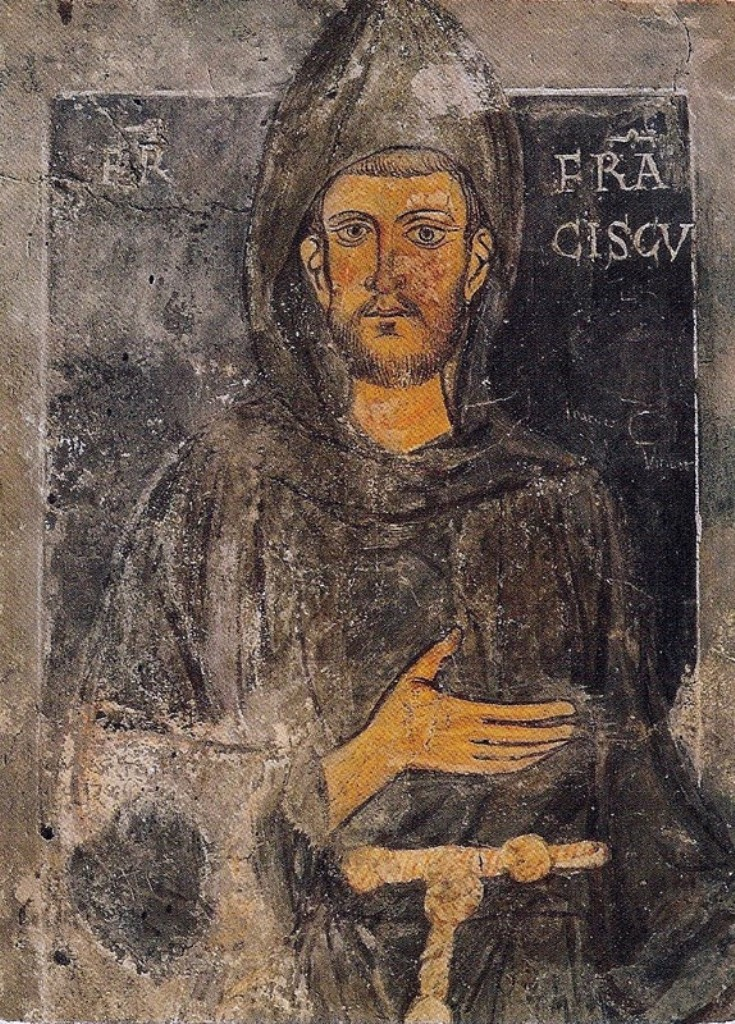
Das älteste Porträt des Franz von Assisi